# Air Bishkek
Air Bishkek war eine kirgisische Fluggesellschaft mit Sitz in Bischkek und Basis auf dem Flughafen Manas.

## Geschichte

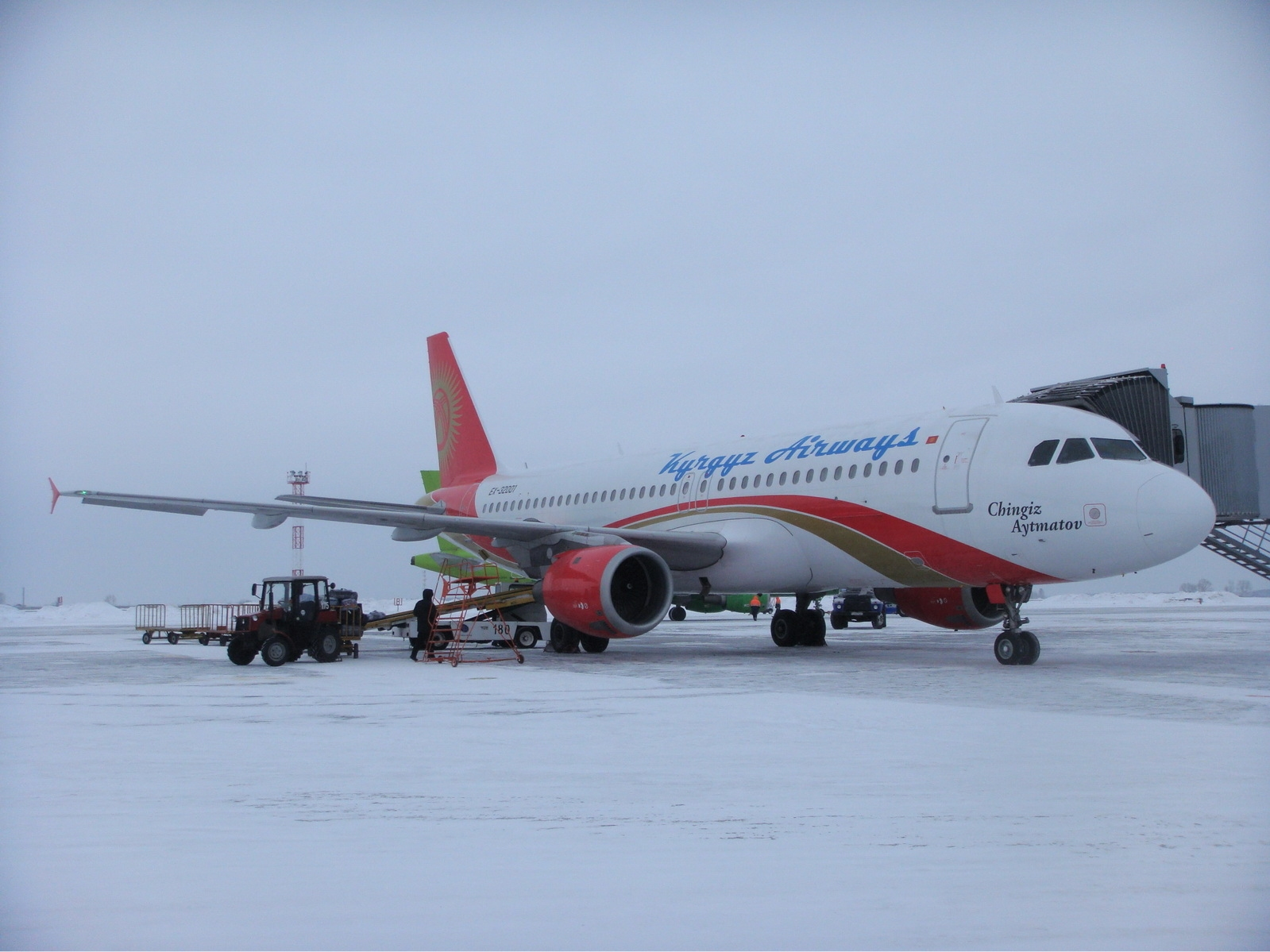
Airbus A320-200 in der alten „Kyrgyz Airways“-Bemalung

Die Gesellschaft wurde Anfang 2006 als Eastok Avia gegründet und nahm kurz darauf den Flugbetrieb auf. In der Anfangszeit wurden jedoch nur Flüge für andere Fluggesellschaften durchgeführt. Eigene Flüge führte Kyrgyz Airways seit September 2009 durch, als die Gesellschaft die Inlandsflugverbindung Bischkek-Osch-Bischkek in den Flugplan aufnahm. Im Dezember desselben Jahres wurde mit der Strecke Bischkek-Moskau-Bishkek die erste internationale und insgesamt zweite Linienflugverbindung ins Programm aufgenommen.
Im Juli 2007 wurde die Fluggesellschaft, wie alle anderen Fluggesellschaften Kirgisistans, auf die Liste der Betriebsuntersagungen für den Luftraum der Europäischen Union gesetzt und darf somit keine eigenen Flüge in die Europäische Union durchführen.
Im Januar 2010 folgte die Eröffnung einiger weiterer Flugstrecken von Osch nach Moskau, Nowosibirsk, Krasnojarsk und Irkutsk. Im Sommer desselben Jahres wurde ein Airbus A320 in die Flotte integriert. Das Angebot wurde darauf langsam vergrößert. Im März desselben Jahres erfolgte die Umbenennung der Gesellschaft in Kyrgyz Airways. Am 29. Juli 2011 schließlich firmierte das Unternehmen in Air Bishkek um.
Air Bishkek stellte den Betrieb im Februar 2016 nach finanziellen Schwierigkeiten ein.

## Flugziele
Air Bishkek flog neben einigen Inlandsstrecken auch internationale Strecken zu diversen russischen Zielen sowie nach Istanbul und Ürümqi.

## Flotte
Mit Stand August 2015 bestand die Flotte der Air Bishkek aus zwei Flugzeugen:
| Flugzeugtyp     | Luftfahrzeugkennzeichen | Anmerkungen |
| --------------- | ----------------------- | ----------- |
| Airbus A320-200 | EX-32002                |             |
| Boeing 737-300  | EX-37001                |             |